# 刘兴 (公主)
闻喜公主（?—?），名刘兴，东汉第四任皇帝和帝刘肇的女儿。她是刘肇的第四女，延平元年（106年），她的兄弟汉殇帝刘隆册封刘兴为闻喜公主，史书没有记载她的丈夫。